# 1887 en science
| Années de la science : 1884 - 1885 - 1886 - 1887 - 1888 - 1889 - 1890    |
| Décennies de la science : 1850 - 1860 - 1870 - 1880 - 1890 - 1900 - 1910 |

Cet article présente les faits marquants de l'année 1887 en science.

## Événements
- 28 janvier : les plus gros flocons de neige jamais enregistrés sont signalés lors d'une tempête de neige à Fort Keogh, au Montana. Ils mesurent 38 cm de large pour 20 cm d'épaisseur[1].
- 12-16 avril : 1ère session de l'Institut international de statistique à Rome[2].
- Le microbiologiste ukrainien Sergei Winogradsky découvre le concept de lithotrophie en étudiant la bactérie beggiatoa[3].
- Le microbiologiste allemand Julius Richard Petri, assistant du docteur Robert Koch, standardise les « boîtes de Petri » pour la culture des micro-organismes[4].

### Sciences physiques
- 1er janvier : le savant suédois Svante Arrhenius soumet un mémoire intitulé Ueber das Leitungsvermögen von Mischungen aus wässrigen Säurelösungen (« Sur la conductibilité électrique des mélanges de dissolutions aqueuses des acides ») dans lequel il propose une théorie sur la dissociation électrolytique des ions[5].
- 18 janvier : le chimiste roumain Lazăr Edeleanu réalise la première synthèse d'une amphétamine et lui donne le nom de phénylisopropylamine[6]. Il publie ses recherches dans sa thèse de doctorat intitulée Über einige Derivate der Phenylmetacrylsäure und Phenylisobuttersäure (« De quelques dérivés de l'acide phénylométhacrylique et de l'acide phénylisobutyrique ») soutenue le 18 juin à l'université de Berlin[7].

- 28 mars : fondation de la Physikalisch-Technische Reichsanstalt (PTR) à Charlottenburg sur proposition de Werner von Siemens et de Hermann von Helmholtz[8].
- 16-25 avril : Congrès astrophotographique international tenu à l'Observatoire de Paris pour le levé de la Carte du Ciel, projet lancé par Ernest Mouchez[9].
- 8-12 juillet : l'expérience réalisée à Cleveland  par les deux savants américains Albert A. Michelson et Edward Morley prouve la non-existence de l'éther (support des ondes lumineuses comme l'eau supporte les vagues)[10].

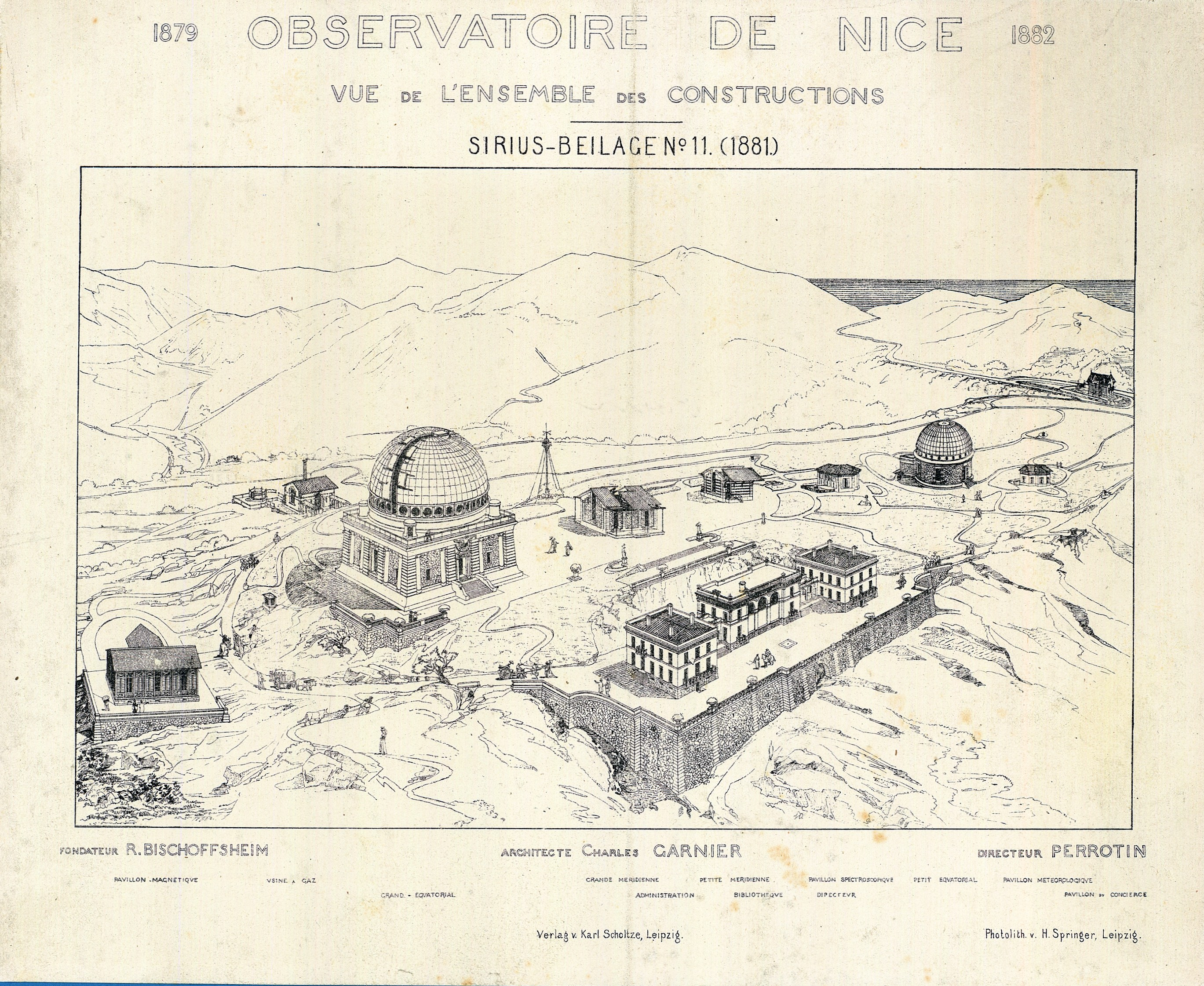
Dessin de l'observatoire de Nice 1879

- 23 octobre : inauguration de l'observatoire de Nice à l'occasion du Congrès de l'Association internationale de géodésie[11]. Fondé par Raphaël Bischoffsheim et dirigé par Henri Perrotin, il est doté d'une lunette astronomique de 76 cm, alors la plus grande du monde[12].
- 18 décembre : inauguration officielle de l'observatoire de Lyon[13].

- Le savant allemand Heinrich Hertz découvre  l'effet photoélectrique en poursuivant ses expériences sur les ondes électromagnétiques[14].

- Le chimiste allemand Otto Schott découvre le verre borosilicate[15], commercialisé aux États-Unis par Corning sous la marque « Pyrex » en 1915[16]. La très faible dilatation thermique de ce matériau, et donc son excellente résistance à la chaleur, ouvre la voie à de nouveaux appareils de chimie et d'optique.
- Les chimistes allemands Ludwig Gattermann et Georg Schmidt obtiennent de l'isocyanate de méthyle[17].

### Technologie

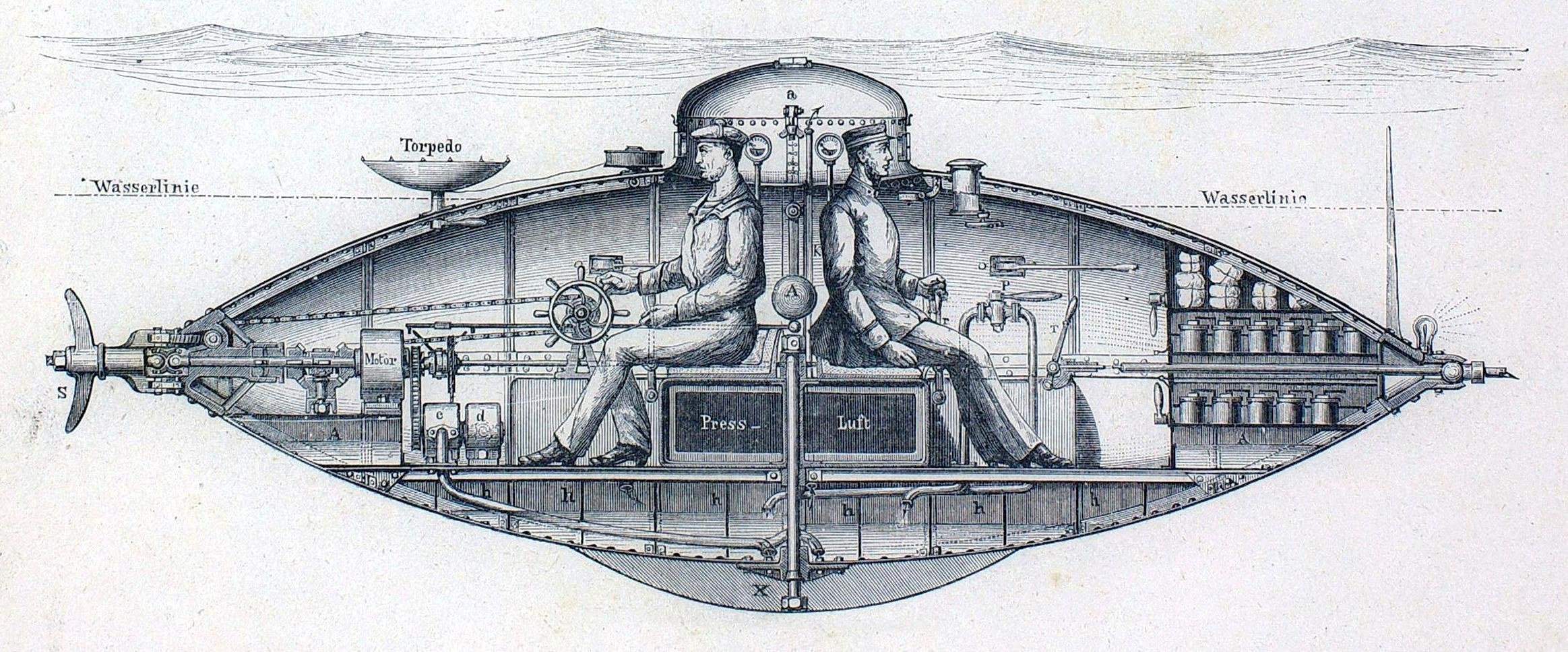
Le Goubet I. Illustration du journal allemand Die Gartenlaube, 1886.

- 20 mars : l'ingénieur français Claude Goubet met à l'eau sur la seine à Paris le Goubet I, le premier sous-marin français fonctionnant à l’électricité et non plus à la vapeur[18]. Le Goubet est finalement rejeté par les autorités françaises et c'est le Gymnote, conçu par Dupuy de Lôme et lancé en 1888, est finalement choisi par l'armée[19].

- 7 juin, imprimerie : Tolbert Lanston (en) brevette une nouvelle machine à composer, la Monotype, qui permet de produire des lignes justifiées en caractères mobiles[20].

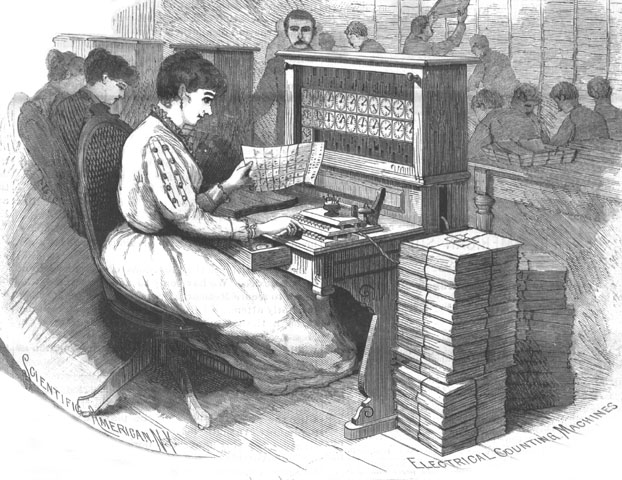
La tabulatrice électrique Hollerith utilisée pour le recensement des États-Unis de 1890.

- 8 juin : l'ingénieur américain Herman Hollerith dépose un brevet pour une machine à statistiques à cartes perforées[21].
- 19 juillet et 11 octobre : l'inventeur américain Dorr Felt obtient deux brevets pour le comptomètre, une machine à additionner à clavier direct[22].
- 26 septembre : l'ingénieur américain d'origine allemande Emile Berliner dépose un brevet concernant l'enregistrement sur disque en zinc et invente un procédé de duplication des disques par galvanoplastie, qui permet une reproduction fidèle des ondes sonores[23]. Le 8 novembre et le 15 mai 1888 il dépose deux brevets pour le gramophone, un appareil d'enregistrement et de reproduction des sons[24].

## Publications
- Novembre : premier numéro du American Journal of Psychology, fondé par le  psychologue  américain G. Stanley Hall.
- Jean Pierre Mégnin : Faune des tombeaux.
- Theodor von Oppolzer : Canon der Finsternisse (de) (« Canon des éclipses »).
- Fernand Lataste : Documents pour l’Éthologie des mammifères. Il établit le premier une corrélation entre le rythme des modifications de la muqueuse vaginale et le cycle génital.

- Louis-Lazare Zamenhof : Langue Internationale (sous le pseudonyme Doktoro Esperanto).

## Prix
- Médailles de la Royal Society
  - Médaille Copley : Joseph Dalton Hooker
  - Médaille Davy : John AR Newlands
  - Médaille royale : Alexander Ross Clarke, Henry Nottidge Moseley

- Médailles de la Geological Society of London
  - Médaille Lyell : Samuel Allport
  - Médaille Murchison : Peter Bellinger Brodie
  - Médaille Wollaston : John Whitaker Hulke

## Naissances

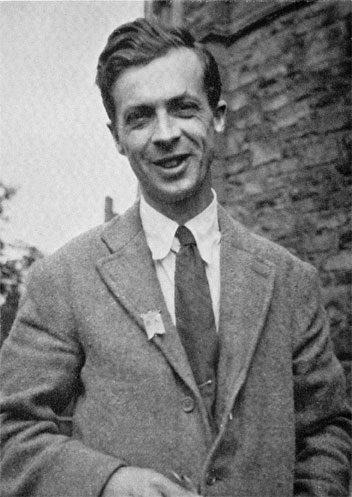
Julian Huxley

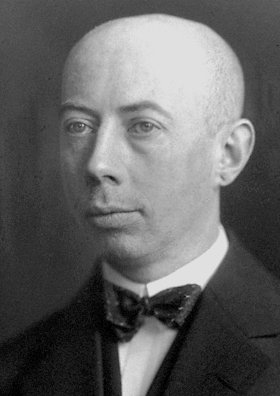
Gustav Ludwig Hertz

- 8 janvier : Arthur Stoll (mort en 1971), chimiste suisse.
- 7 mars : Philip Brocklehurst (mort en 1975), militaire et géologue britannique.
- 7 avril : Carl Krauch (mort en 1968), chimiste et industriel allemand.
- 15 avril : Selim Hassan (mort en 1961), égyptologue égyptien.
- 29 avril :
  - Frederik Jacobus Johannes Buytendijk (mort en 1974), biologiste, anthropologue, psychologue et physiologiste néerlandais.
  - Robert Cushman Murphy (mort en 1973), ornithologue américain.

- 23 mai : Thoralf Skolem (mort en 1963), mathématicien et logicien norvégien.

- 5 juin : Ruth Benedict (morte en 1948), anthropologue, biographe et poète américaine.
- 21 juin : Attilio Degrassi (mort en 1969), archéologue et érudit italien.
- 22 juin : Julian Huxley (mort en 1975), biologiste britannique.

- 22 juillet : Gustav Ludwig Hertz (mort en 1975), physicien allemand.
- 30 juillet : Felix Andries Vening Meinesz (mort en 1966), géophysicien et géodesiste néerlandais.

- 12 août :
  - Italo Gismondi (mort en 1974), architecte et archéologue italien.
  - Erwin Schrödinger (mort en 1961), physicien autrichien, prix Nobel de physique en 1933.
- 15 août : Paul Merrill (mort en 1961), astronome américain.
- 23 août : Friedrich Zander (mort en 1933), ingénieur en astronautique soviétique.

- 13 septembre : Lavoslav Ružička (mort en 1976), chimiste croate et suisse,  prix Nobel de chimie en 1939.
- 17 octobre : Ejnar Dyggve (mort en 1961), architecte et archéologue danois.
- 26 octobre : Akira Ogata (mort en 1978), chimiste japonais.

- 19 novembre : James B. Sumner (mort en 1955), chimiste américain, prix Nobel de chimie en 1946.
- 23 novembre : Henry Moseley (mort en 1915), physicien britannique.
- 21 décembre : Georges Bruhat (mort en 1945), physicien français.
- 20 décembre : Humbert Monterin, (mort en 1940), géophysicien et glaciologue valdôtain.
- 23 décembre : Anastassios Orlandos (mort en 1979), archéologue grec.
- 30 décembre : René Adolphe Schwaller de Lubicz (mort en 1961), égyptologue français.

## Décès

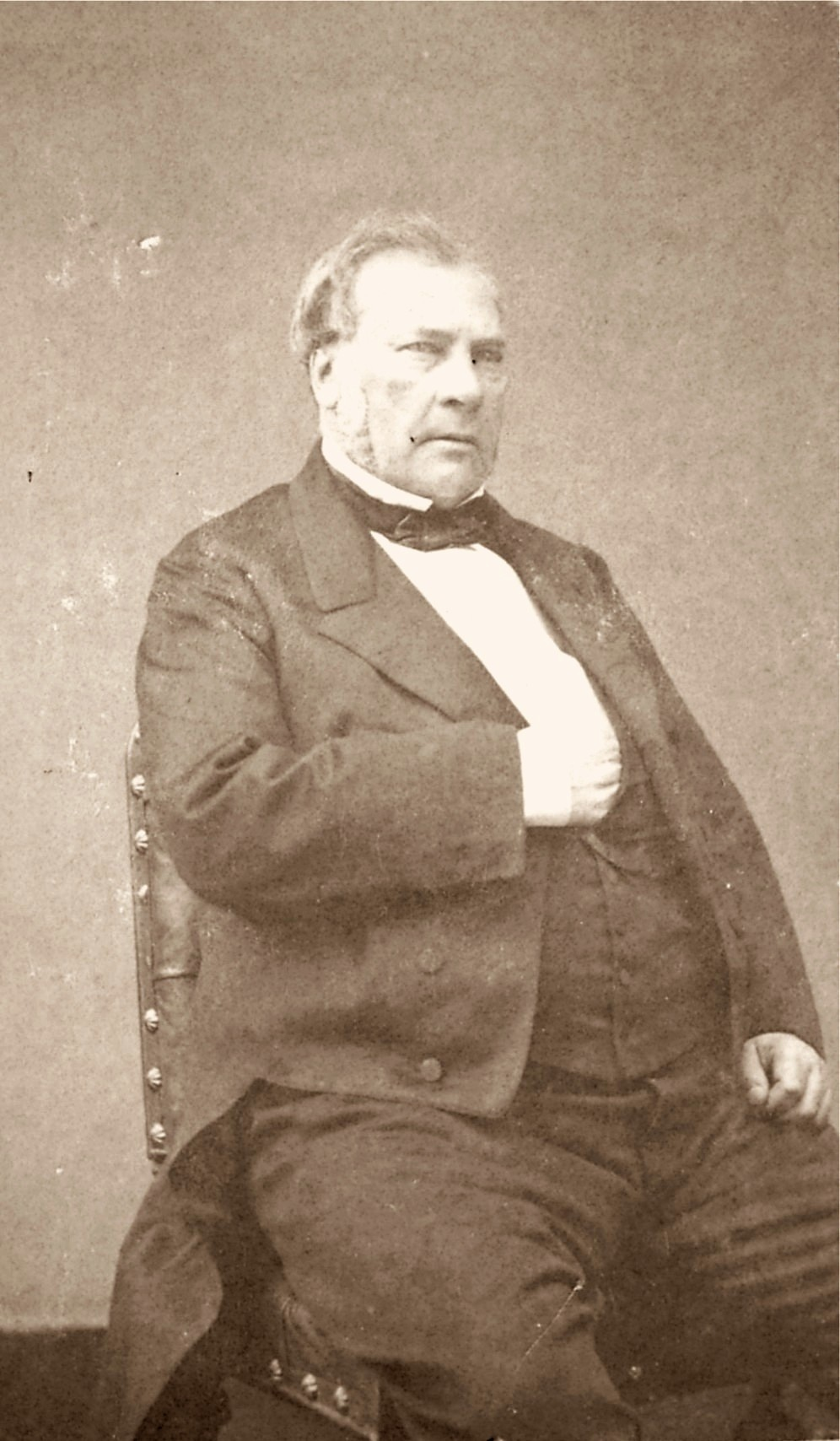
Jean-Baptiste Boussingault par Pierre Petit.

- 27 février : Alexandre Borodine (né en 1833), compositeur, chimiste et médecin russe.

- 2 mars : August Wilhelm Eichler (né en 1839), botaniste allemand.

- 2 mai : Bernhard Studer (né en 1794), géologue suisse.
- 11 mai : Jean-Baptiste Boussingault (né en 1802), chimiste et agronome français.
- 18 mai : Alfred Vulpian (né en 1826), physiologiste et neurologue français.
- 27 mai :  Coenraad Johannes van Houten (né en 1801), chimiste et chocolatier néerlandais.

- 16 juillet : Laurent-Guillaume de Koninck (né en 1809), paléontologue et chimiste belge.

- 19 août
  - Spencer Fullerton Baird (né en 1823), ornithologue et ichtyologiste américain.
  - Alvan Clark (né en 1804), astronome et fabricant de télescopes américain.

- 1er septembre : Jules Desnoyers (né en 1800), géologue, archéologue, spéléologue et historien français.
- 30 septembre : Henri de Ruolz (né en 1808), compositeur et chimiste français.
- 17 octobre : Gustav Kirchhoff (né en 1824), physicien allemand.

- 18 novembre : Gustav Fechner (né en 1801), philosophe et psychologue allemand.

- 22 décembre  : Ferdinand Vandeveer Hayden (né en 1829), géologue américain.